# Keith Relf
Keith Relf (* 22. März 1943 in Richmond, Surrey, England; † 12. Mai 1976 in London) war ein britischer Musiker und Sänger. Er wurde vor allem als Sänger und Mundharmonikaspieler der Band The Yardbirds bekannt.

## Werdegang
Im Jahr 1963 gründete er die Band The Yardbirds, bei der u. a. Eric Clapton, Jeff Beck und Jimmy Page mitspielten. Mit ihrem 1966er-Album The Yardbirds (auch als Roger the Engineer bekannt) setzten sie neue Maßstäbe im Bluesrock.
Anfang 1968 hatte die Band keine Platte mehr in den Charts, Jimmy Page wollte eine eigene Band gründen, so wie es auch Relf vorhatte. Am 7. Juli 1968 löste Relf die Yardbirds auf. Als The New Yardbirds bestand die Band noch bis Ende des Jahres, da noch eine Tournee zu beenden war. Die New Yardbirds nannten sich Ende 1968 in Led Zeppelin um. Relf wurde Mitbegründer der Rockband Renaissance, mit der er 1969 und 1970 zwei Alben aufnahm. Sängerin dieser Band war seine Schwester Jane Relf.
Relfs nächste Band wurde im Jahr 1975 Armageddon. Vor den Aufnahmen des zweiten Albums starb Relf in seiner Wohnung nach einem Stromschlag, den er beim Spielen einer E-Gitarre erlitten hatte. Beerdigt wurde er auf dem Richmond Cemetery im Londoner Stadtteil Richmond upon Thames.

## Diskografie
- 1963: The Yardbirds – Sonny Boy Williamson & The Yardbirds: Live At The Crawdaddy
- 1964: The Yardbirds – Five Live Yardbirds
- 1965: The Yardbirds – For Your Love
- 1966: The Yardbirds – Having A Rave Up
- 1966: The Yardbirds – Roger the Engineer
- 1967: The Yardbirds – Little Games
- 1969: Renaissance – Renaissance
- 1970: Renaissance – Illusion
- 1971: The Yardbirds – Live Yardbirds Featuring Jimmy Page (Aufnahmen von 1968)
- 1975: Armageddon – Armageddon
- 1999: The Yardbirds – The BBC Sessions

Im Jahre 1966 nahm Relf zwei Singles auf, seine einzigen Soloplatten. Die Titel waren Mr. Zero / Knowing und Shapes in My Mind / Blue Sands.
Singles:
- 1966: Mr. Zero
- 1966: Shapes in My Mind
- 1968: Together Now (1968/1989, US-Pressung)